# Liste der Kulturdenkmäler in Anzefahr
Die folgende Liste enthält die in der Denkmaltopographie ausgewiesenen Kulturdenkmäler auf dem Gebiet des Ortsteils Anzefahr der  Stadt Kirchhain, Landkreis Marburg-Biedenkopf, Hessen.
Hinweis: Die Reihenfolge der Denkmäler in dieser Liste orientiert sich an der Anschrift, alternativ ist sie auch nach der Bezeichnung oder der Bauzeit sortierbar.
Kulturdenkmäler werden fortlaufend im Denkmalverzeichnis des Landes Hessen durch das Landesamt für Denkmalpflege Hessen auf Basis des Hessischen Denkmalschutzgesetzes (HDSchG) geführt. Die Schutzwürdigkeit eines Kulturdenkmals hängt nicht von der Eintragung in das Denkmalverzeichnis des Landes Hessen oder der Veröffentlichung in der Denkmaltopographie ab.

| Bild           | Bezeichnung                         | Lage                                                      | Beschreibung                                                                                 | Bauzeit         | Daten |
| -------------- | ----------------------------------- | --------------------------------------------------------- | -------------------------------------------------------------------------------------------- | --------------- | ----- |
| weitere Bilder | Bildstock                           | Am Bildstock/Am Hohlweg LageFlur: 4, Flurstück: 56/1      |                                                                                              | 1883            |       |
| weitere Bilder | Kleinbäuerlicher Streckhof          | Am kleinen Born 2 LageFlur: 10, Flurstück: 175/52         |                                                                                              | 1800–1899 (ca.) |       |
| weitere Bilder | Hochkruzifix                        | Friedhof LageFlur: 1, Flurstück: 19/1                     |                                                                                              | 1934            |       |
| weitere Bilder | Kruzifix                            | Hohlweg LageFlur: 4, Flurstück: 103/1                     |                                                                                              | 1883            |       |
| weitere Bilder | Ehemaliges Schulhaus                | Hohlweg 7 LageFlur: 10, Flurstück: 34/1/2                 |                                                                                              | 1900–1930 (ca.) |       |
| weitere Bilder | Katholische Pfarrkirche St. Michael | Kirchweg LageFlur: 10, Flurstück: 21/6                    |                                                                                              | 1711            |       |
| weitere Bilder | Wohnhaus                            | Kirchweg 1 LageFlur: 10, Flurstück: 16                    |                                                                                              | 1850–1899 (ca.) |       |
| weitere Bilder | Ehemaliges Schulhaus                | Kirchweg 3 LageFlur: 10, Flurstück: 18                    |                                                                                              | 1840            |       |
| weitere Bilder | Wohnhaus                            | Marburger Straße 2 LageFlur: 5, Flurstück: 20             |                                                                                              | 1913            |       |
| weitere Bilder | Wohnhaus                            | Marburger Straße 19 LageFlur: 10, Flurstück: 50           |                                                                                              | 1870–1899 (ca.) |       |
| weitere Bilder | Wohnhaus                            | Marburger Straße 21 LageFlur: 10, Flurstück: 49           |                                                                                              | 1870–1899 (ca.) |       |
| weitere Bilder | Hofanlage                           | Marburger Straße 25 LageFlur: 10, Flurstück: 47/1         |                                                                                              | 1870–1899 (ca.) |       |
| weitere Bilder | Zweiseithof                         | Marburger Straße 26 LageFlur: 5, Flurstück: 5             |                                                                                              | 1924            |       |
| weitere Bilder | Dreiseithof                         | Marburger Straße 27 LageFlur: 10, Flurstück: 56/2         |                                                                                              | 1700–1799 (ca.) |       |
| weitere Bilder | Wohnhaus                            | Marburger Straße 31 LageFlur: 10, Flurstück: 61/3         |                                                                                              | 1895 (um)       |       |
| weitere Bilder | Eindachhof                          | Marburger Straße 33 LageFlur: 10, Flurstück: 62/1         |                                                                                              | 1859            |       |
| weitere Bilder | Dreiseithof                         | Marburger Straße 42 LageFlur: 10, Flurstück: 15/1         |                                                                                              | 1700–1730 (ca.) |       |
| weitere Bilder | Dreiseithof                         | Marburger Straße 44 LageFlur: 10, Flurstück: 13/1         |                                                                                              | 1845            |       |
| weitere Bilder | Wohnhaus                            | Marburger Straße 47 LageFlur: 10, Flurstück: 90/1         |                                                                                              | 1700–1750 (ca.) |       |
| weitere Bilder | Wohnhaus                            | Marburger Straße 50 LageFlur: 1, Flurstück: 1             |                                                                                              | 1867            |       |
| weitere Bilder | Ordensmühle                         | Mühlweg 15/17 LageFlur: 9, Flurstück: 19/2                | Erste urkundliche Erwähnung 1362, heutige Dreiseithofanlage aus dem 18. und 19. Jahrhundert. | 1722            |       |
| weitere Bilder | Hofanlage                           | Schmittgasse 3 LageFlur: 10, Flurstück: 77/5              |                                                                                              |                 |       |
| weitere Bilder | Einhaus                             | Schmittgasse 6 LageFlur: 20, Flurstück: 88                | Zweigeschossiger Fachwerkbau aus dem 18. Jahrhundert.                                        | 1700–1799 (ca.) |       |
| weitere Bilder | Semmekreuz                          | Semmeweg LageFlur: 5, Flurstück: 150/20                   |                                                                                              | 1700–1799 (ca.) |       |
| weitere Bilder | Bildstock                           | Sindersfelder Straße LageFlur: 10, Flurstück: 5/3         |                                                                                              | 1840            |       |
| weitere Bilder | Eingangsbau zu einem Wasserbehälter | Sindersfelder Straße LageFlur: 2, Flurstück: 73           |                                                                                              | 1928            |       |
| weitere Bilder | Transformatorenhäuschen             | Sindersfelder Straße LageFlur: 4, Flurstück: 134/68       | Ehemalige Transformatorenstation aus dem ersten Viertel des 20. Jahrhunderts.                | 1900–1925 (ca.) |       |
| weitere Bilder | Hochkruzifix                        | Sindersfelder Straße/Pfarrweg LageFlur: 4, Flurstück: 106 |                                                                                              | 1864            |       |
| weitere Bilder | Wohn- und Wirtschaftsgebäude        | Sindersfelder Straße 1 LageFlur: 10, Flurstück: 5/3       |                                                                                              | 1780–1820 (ca.) |       |